# Network Termination for ISDN Basic rate Access

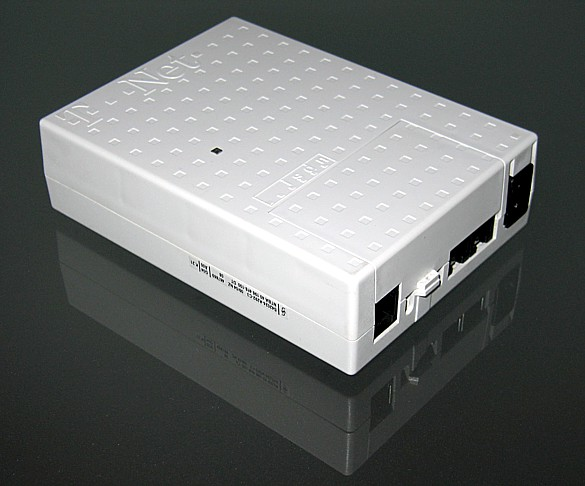
NTBA der Deutschen Telekom (2. Generation)

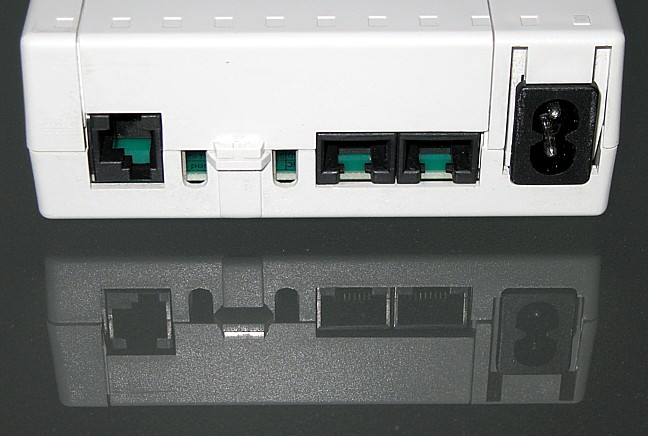
Anschlüsse eines NTBA

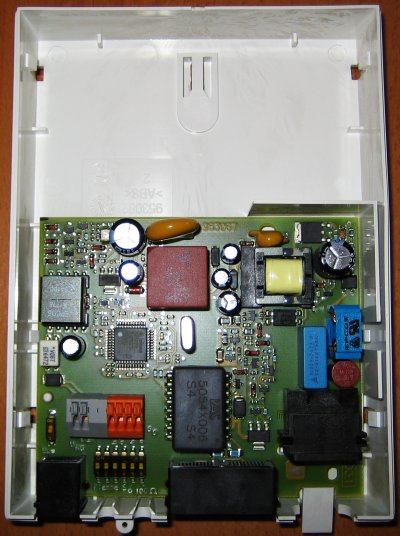
Innenansicht eines NTBA (2. Generation mit Schaltnetzteil)

Eine Network Termination for ISDN Basic rate Access (NTBA) ist das Netzabschlussgerät bei einem ISDN-Basisanschluss. Bei der Deutschen Telekom steht NTBA auch als Abkürzung für Network Termination Basisanschluss bzw. Netzterminator Basisanschluss.

## Eigenschaften und Funktionen
Der NTBA ist beim Fernsprechteilnehmer installiert und in der Regel direkt an die Teilnehmeranschlussleitung (TAL), also an die erste TAE-Dose oder, falls vorhanden, an den Ausgang einer Breitbandanschlusseinheit (DSL-Splitter) angeschlossen. Er ermöglicht den Anschluss unterschiedlicher ISDN-fähiger Endgeräte an eine ISDN-Vermittlungsstelle des öffentlichen Telefonnetzes. NTBAs werden sowohl an einem Basisanschluss des „Nationalen ISDN“ in Deutschland (FTZ 1 TR 6) als auch am „Euro-ISDN-Anschluss“ (Digital Subscriber System No. 1) benötigt.
Der NTBA bildet den Übergang von der zweidrahtigen UK0-Schnittstelle zum vierdrahtigen S0-Bus. Realisiert wird diese Umsetzung elektronisch über eine Gabelschaltung sowie mit Echokompensation.
Weiterhin dient der NTBA zur Codeumsetzung von MMS43- zum AMI-Code. Ziel ist dabei die gleichspannungsfreie Übertragung.

### Entwicklung
NTBAs der 1. Generation waren mit einem Trafonetzteil ausgestattet. Während der 2. Generation erfolgte die Umstellung auf Schaltnetzteiltechnik.

## Spannungen
Siehe auch Artikel ISDN, Abschnitt Regelstromversorgung
Der NTBA wird von der Vermittlungsstelle über die UK0-Schnittstelle nach dem Prinzip der Fernspeisung mit einer Speisespannung von 96 Volt versorgt, je nach Entfernung zur Vermittlungsstelle auch auf 60 Volt begrenzt. Durch Messung der Leerlaufspannung auf der Teilnehmeranschlussleitung kann geprüft werden, ob es sich um einen ISDN-Anschluss handelt. Im aktivierten Zustand der UK0-Schnittstelle sind ca. 96 V messbar (in einigen Fällen, z. B. bei optischer Anschlussleitung, sind abweichend auch 48 bis 55 Volt möglich). Analoge Anschlüsse werden im Gegensatz dazu nur mit einer Speisespannung von 60 V betrieben.
Die Speisung von bis zu vier an den S0-Bus angeschlossenen Geräten ohne eigene Stromversorgung erfolgt mit 40 Volt über das im NTBA enthaltene Netzteil (Leistungsabgabe max. 4,5 W, im Notbetrieb max. 0,4 W).

## Notbetrieb
Siehe auch Artikel ISDN, Abschnitt Notstromversorgung
Ist der NTBA nicht an das Stromnetz (230 Volt) angeschlossen, wird die S0-Speisespannung aus der UK0-Schnittstelle erzeugt. Zur Signalisierung dieser Tatsache wechselt dabei die Polarität der S0-Speisespannung. An einen NTBA ohne Stromzuführung können zwölf Dosen und acht Geräte angeschlossen werden, wovon jedoch mindestens vier Geräte eine eigene Stromversorgung benötigen.
Geräte ohne eigene Stromversorgung:
- Notspeiseberechtigte Telefone erkennen den Polaritätswechsel und arbeiten dann im (meist funktionsbeschränkten) Notbetrieb.
- Nicht-notspeiseberechtigte Telefone funktionieren nicht mehr, können aber mit dem Bus verbunden bleiben.

Geräte mit eigener Stromversorgung (z. B. Telefonanlagen, ISDN-Karten im PC, ISDN-Telefone mit eigenem Netzteil) können trotz Notbetriebes verwendet werden. Beim ausschließlichen Betrieb solcher Geräte kann daher auf den Anschluss des NTBA an das Stromnetz verzichtet werden.

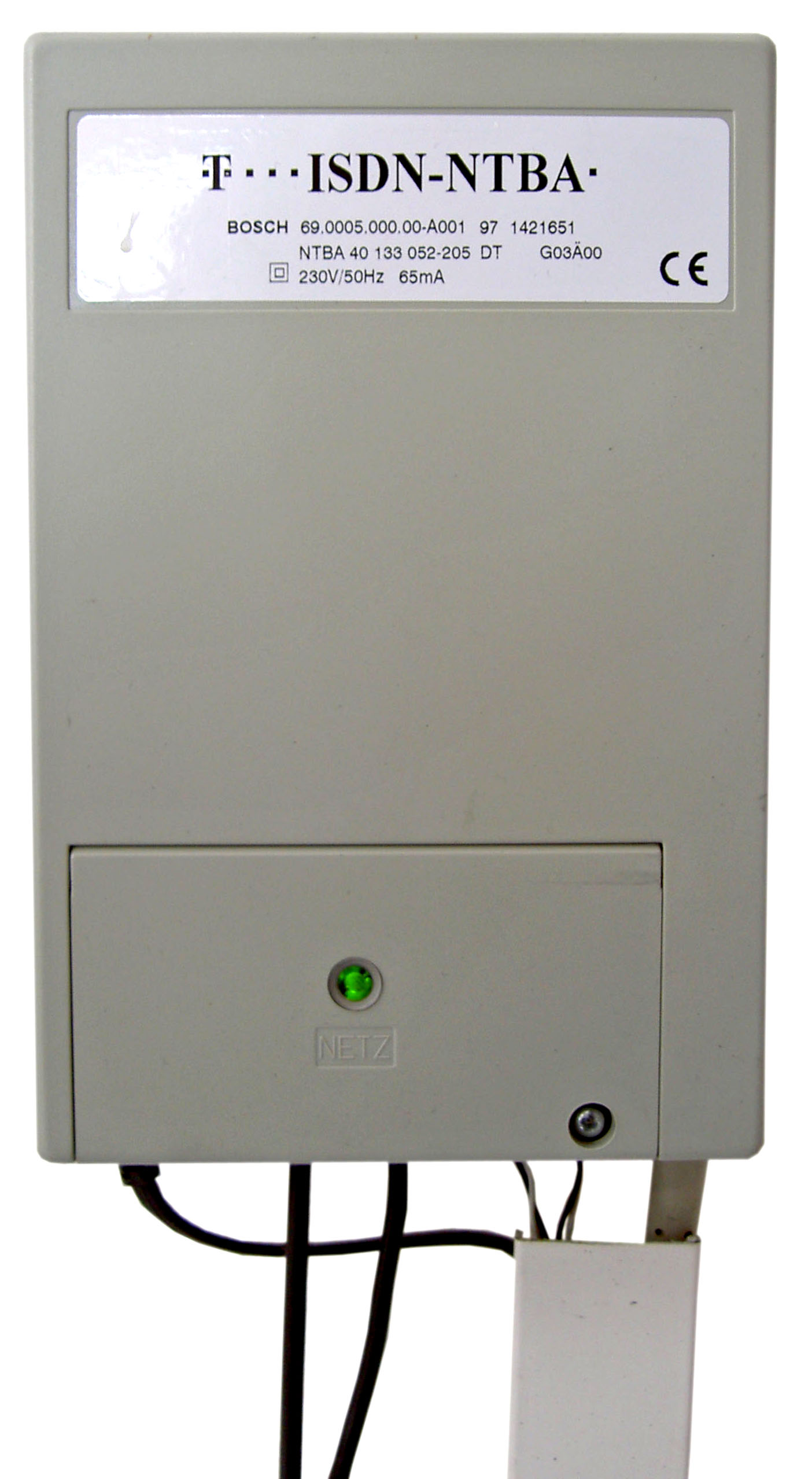
Angeschlossener NTBA 1. Generation
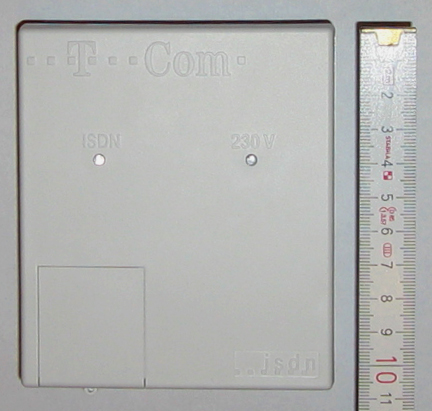
NTBA der 3. Generation